# Examnes philippensis
Examnes philippensis är en skalbaggsart som först beskrevs av Newman 1842.  Examnes philippensis ingår i släktet Examnes och familjen långhorningar.
Artens utbredningsområde är:
- Irian Jaya.
- Filippinerna.

Inga underarter finns listade i Catalogue of Life.